# Други игрищ и забав
«Други игрищ и забав» — советский короткометражный телевизионный художественный фильм, поставленный в 1981 году режиссёром Михаилом Никитиным по мотивам одноимённого рассказа Василия Шукшина.

## Сюжет
Любимая старшая сестра главного героя стала мамой. Все — мама, папа, сама сестра рады пополнению в семействе. И только главный герой, обычный мальчишка, горюет. Почему он видит здесь не радость, а горе? Потому что у его новорождённого племянника нет отца… Мальчик впервые столкнулся со взрослой жизнью. Позже выясняется, что мальчик ошибся, приняв невинного человека за обманщика, соблазнившего сестру.

## В ролях
- Леонид Дьячков — Худяков
- Лидия Федосеева-Шукшина — Худякова
- Олег Борисов — Свиридов
- Екатерина Васильева — Свиридова
- Галина Щепетнова — Алевтина
- Сергей Власов — Костя
- Игорь Иванов — дворовый хулиган  (в титрах не указан)
- Александр Лыков — приятель хулигана  (в титрах не указан)

## Съёмочная группа
- Автор сценария — Виктор Киселёв (Виктор Мережко)
- Режиссёр — Михаил Никитин
- Оператор — Дмитрий Месхиев
- Художник — Виктор Амельченков
- Композитор — Георгий Портнов
- Звукооператор — Галина Горбоносова